# San Marcos de Colón
San Marcos de Colón es un municipio del departamento de Choluteca en la República de Honduras.

## Geografía
No existen estudios confirmados por expertos, pero se sospecha una fuerte actividad sísmica y volcánica muy antigua en los entornos del municipio. 
Una de ellas, es el balneario (un sitio turístico inexplotado), conocido como el Caulato, en donde existe una falla, al haber sido fracturada la roca por un movimiento telúrico. La misma está en el  curso del rio, que más adelante, en la República de Nicaragua, se conoce como Wans Coco o Segovia La existencia en la roca de dibujos rupestres de probable origen indígena, mostraría el extremo de la antigüedad del evento geológico. 
El Caulato se encuentra a inmediaciones y ladera abajo, del sitio fronterizo conocido como la Fraternidad, en donde se encuentra la aduana terrestre entre Honduras y Nicaragua. Así pues, el río cruza la frontera entre ambos países.
El otro elemento, no menos importante, es que, río abajo, en el interior de la República de Nicaragua, existe un sector poblacional conocido como Agua Caliente, en donde existen aguas termales, muy visitadas por turistas americanos y europeos.

Al menos en Honduras, no ha habido un estudio geológico serio. La magnitud del antiguo evento fue tan impresionante, que en la aldea de Oyoto y sus alrededores, ubicada a una distancia aproximada de siete kilómetros, hay cualquier cantidad de rocas de origen volcánico, dispersa en el suelo. De hecho, la misma meseta de la aldea, observada desde la carretera hacia La Fraternidad, tiene la apariencia de un cono volcánico truncado.

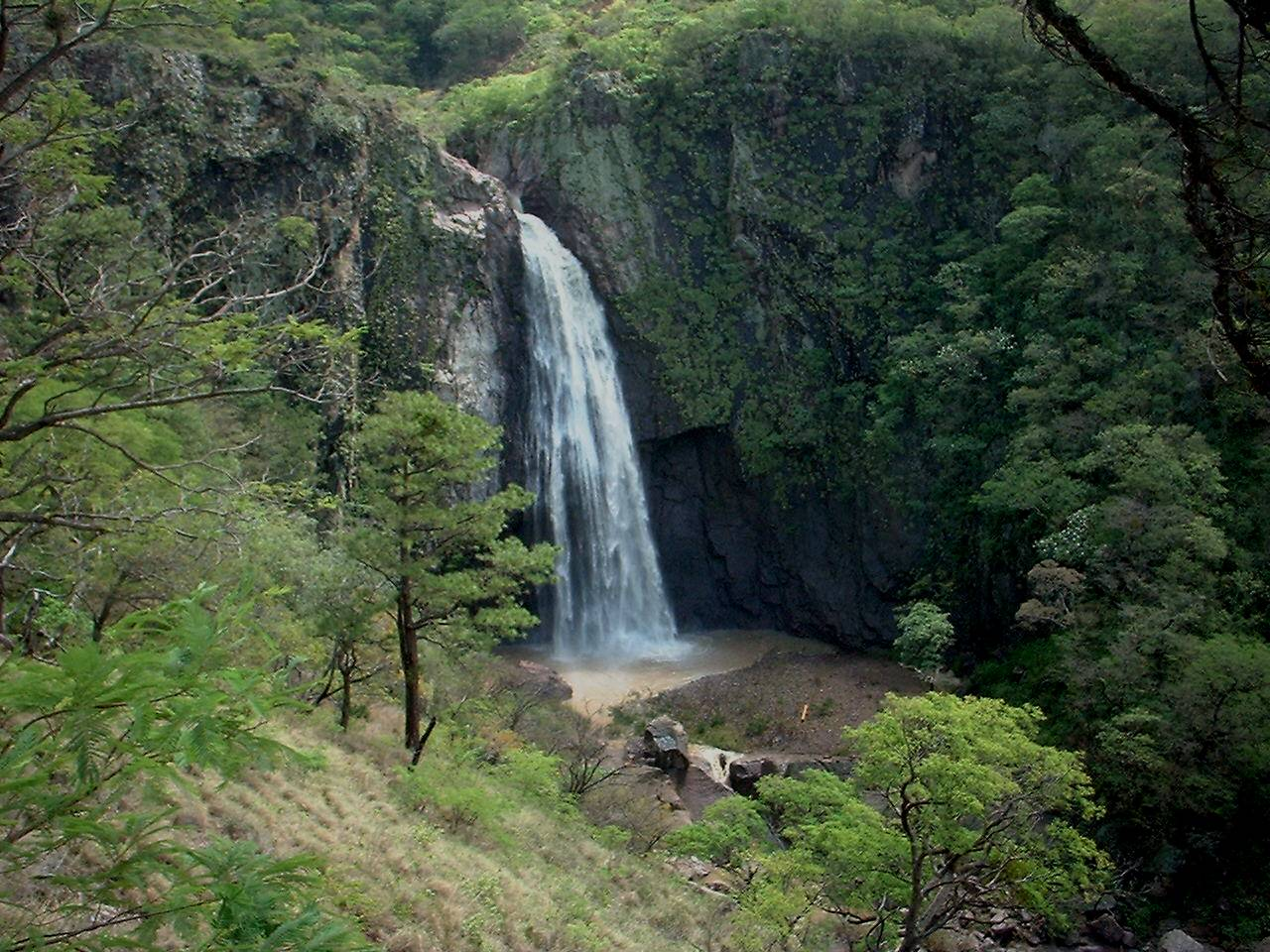
Cascadas de la Pilas y los bosques de San Marcos.

### Límites
El municipio se sitúa a lo largo de la Carretera Panamericana, a 192 kilómetros de Tegucigalpa, a 53 kilómetros de Choluteca y a 12 kilómetros de la frontera con El Espino, Nicaragua.
| Orientación | Límite                                      |
| ----------- | ------------------------------------------- |
| Norte       | Municipio de Duyure, Choluteca              |
| Norte       | Municipio de Morolica, Choluteca            |
| Sur         | República de Nicaragua                      |
| Este        | República de Nicaragua                      |
| Oeste       | Municipio de Concepción de María, Choluteca |
| Oeste       | Municipio de El Corpus, Choluteca           |
| Oeste       | Municipio de Apacilagua, Choluteca          |

### Hidrografía
San Marcos de Colón es el nacimiento de dos de los ríos más importantes de Honduras:
1. El río Wans Coco o Segovia, conocido también como río San Marcos, es el más extenso del país desembocando este mismo el Océano Atlántico. En este se ubica el sitio turístico El Caulato, pasando por Nicaragua en la ciudad de Somoto, donde se encuentra el conocido sitio turístico El Cañón de Somoto, para luego servir como línea divisoria entre Honduras y Nicaragua hasta llegar a su desembocadura.
2. Asimismo contamos con el río Tinto o río Negro, conocido también como la Quebrada la Iguazala, Torondano o Guasaule, el cual se encuentra en la parte de Cacamuya, pasando este a través de la conocida Cascada de la Mina para así entrar al país vecino de Nicaragua, para luego ingresar al territorio hondureño nuevamente y desembocar en el Océano Pacífico.

Ambos ríos tienen su nacimiento en la parte alta de este municipio en la Montaña de las Flores, ubicada en la aldea de Jayacayán.

## Toponimia
Su nombre es en honor a Marcos el Evangelista, santo de la iglesia católica y por la Hacienda Colón, una propiedad agrícola que se encuentra en el municipio, pero el nombre de la hacienda fue dado en honor a Cristóbal Colón, explorador y descubridor de América.

## Historia
En 1795, varios miembros de la Aldea de Duyusupo fueron despedidos de la propiedad agrícola donde trabajaban. Algunos de ellos emigraron a un valle rodeado de colinas rocosas, en los contornos crecían robles y pinos. Esta región perteneció a la Hacienda Colón
El primer nombre del lugar fue Panamá porque a su llegada, los primeros pobladores se albergaron a la sombra de un árbol que lleva ese nombre. El lugar se poblaba cada vez más, sus habitantes decidieron nombrarlo oficialmente Mandaime. Los propietarios de la Hacienda Colón, fervientes católicos, donaron una imagen de San Marcos Evangelista a sus sirvientes y familias a fin de que pudiesen venerarlo. Rápidamente el fervor de la gente de Mandaime creció hasta tal punto que cambiaron el nombre de la aldea en honor al santo y en reconocimiento a los propietarios de la hacienda.
En 1824, cuando se produjeron cambios significativos en el territorio político centroamericano, el Caserío de San Marcos contaba con los requisitos necesarios para ser aldea.
En 1830, obtuvo el permiso para organizar su propio municipio. Su primer alcalde fue don Ramón Larios, miembro de la familia proprietaria de la Hacienda Colón. En aquel entonces, la población era de 6701 habitantes. 
En 1886, el presidente Marco Aurelio Soto compró el terreno y lo donó oficialmente a la comunidad.
A principios de siglo XX, la actividad cafetalera se establecía más y más por toda la región. Fue también durante este periodo que se fundaron las dos primeras escuelas primarias en la comunidad: Escuela República de Guatemala (varones) y Escuela República de Venezuela (niñas).
Con el amplio desarrollo de la comunidad y la llegada de familias francesas, alemanas y españolas, San Marcos fue elevada a la categoría de ciudad el 4 de febrero de 1927, siendo alcalde municipal Don Gilberto Larios Córdoba.
En 1937, llegó la electricidad al centro de la ciudad.
En 1954, abre sus puertas el Instituto Lempira (primera escuela secundaria de la ciudad). 
En 1958, Sor Juana Leclerc, en compañía de otras tres hermanas de la Orden de la Hijas de Jesús, fundó la escuela mixta y privada «Colegio Santa Teresita».
En 1975, gracias a la intervención de la profesora Nora Gúnera de Melgar, originaria de San Marcos y esposa del Presidente de Honduras Juan Alberto Melgar, las principales calles de la ciudad fueron pavimentadas, cuando Don Miguel Abraham Pinel era el alcalde. 
A principios de los años 1990, llegaron los misioneros norteamericanos Rev. Roberto y Joan Tyson de la Iglesia Bautista el Buen Samaritano. San Marcos les parecía el lugar ideal para establecer su base de operación en el país. Se fundó una importante Escuela e Instituto Bautista "El Buen Samaritano", también crearon comedores de niños y de ancianos aparte la institución consta de internado de varones y hembras respectivamente y en el Comalí crearon un instituto bíblico. 
En 1998, el territorio de San Marcos fue duramente golpeado por el huracán Mitch. 
El sacerdote católico Joaquín Groleau, de los «Padres de las Misiones Extranjeras» (PME) fue sacerdote de la parroquia de San Marcos desde el año 1988 hasta el año 2002. Fundó la Asociación de Desarrollo Económico, Científico y Tecnológico (ADECT) y el programa conjunto Cooperativa Mixta San Marcos Limitada (COMISAML). Asimismo, creó el Instituto de Formación Técnica (INFOTEC) que enseña la carpintería, la soldadura de estructuras metálicas y la costura. Después de su partida, él fue el instigador en 2003 para crear un hermanamiento entre la Parroquia de San Marcos y la Parroquia de San Félix de Cabo Rojo, en la ciudad de Quebec, Canadá. La organización no gubernamental San Félix realiza desde este tiempo muchos proyectos de desarrollo en colaboración con la Asociación de Desarrollo (ADECT). 
En 2005, el territorio de San Marcos fue duramente golpeado por el huracán Stan.

## Demografía
San Marcos de Colón tiene una población actual de 30,449 habitantes. De la población total, el 51.9% son hombres y el 48.1% son mujeres. Casi el 48.5% de la población vive en la zona urbana. Las demás personas viven en zonas urbanas de San Marcos, Comalí y San Francisco.

## División política
- Aldeas: 18 (2013)
- Caseríos: 274 (2013)

| Aldeas               | Caseríos |
| San Marcos de Colón  | San Marcos de Colón, El Barrero, Hacienda El Naranjo, Hacienda La Suiza, La Alsacia, La Palmita, Las Lajas, Los Coyotes, Roble Muerto, Sabana Larga o Tomboyas |
| Cacamuya             | Cacamuya, El Encinal, El Terrero, El Zorzal, Hacienda La Caguasca, Hacienda El Chipote, Hacienda La Reforma, Hacienda Los Terceros, La Mina, Las Lajitas, Las Mesas de Cacamuya |
| Caire                | Caire, El Horno, La Laguna, La Mesa, Pie de la Cuesta, Plan de Jícaro |
| Comalí               | Comalí, Agua Fría, El Aguacate, El Cerro, El Chagüitón, El Jicarito, El picadero, El Trapiche, Hacienda de Jamayli, Hacienda de la Flora, Hacienda de Santa Clara, Hacienda El Paisaje, Hacienda La Germania, Hacienda La Lima, Puerta de Golpe, Rancho Verde, San Agustín. |
| El Inventario        | El Inventario, Buena Vista, Caña Vieja, El Chagüite, El Guácimo, El Guajiniquil, El Picacho, El Zarzal, La Laguna, La Montaña de Colón, La Morena, La Palma, Las Brisas, Loma Larga. |
| El Ojo de Agua       | El Ojo de Agua, Agua Fría, El Encinal, El Guailo Abajo, El Guailo Arriba, El Gualiqueme, Llanos de Bumbum, San Rafael. |
| El Rodeo             | El Rodeo, El Mogote, Jocote Dulce, La Mesita, La Presa, Los Encinos, Llanos de los Encinos. |
| Jayacayán            | Jayacayán, El Portillo Liso, El Porvenir, El Trópico, Guajiniquil, Hacienda Argentina, Hacienda El Gualiquemito, Hacienda El Palmar, Hacienda Jayacayán, Hacienda Juanilama, Hacienda La Botija, Hacienda La Florida, hacienda San Francisco, La Rinconada, La Sirena, Las Flores, Los Inciensos, Terrero Prieto. |
| La Joya              | La Joya, Hacienda La Esperanza, Hacienda Taulabé, Portillo Oscuro. |
| La Quesera           | La Quesera, Colonia Los Mangos, El Plan, El Matapalo, El Plan, El Sombrerito, Hacienda El Carmen, Hacienda Los Araditos, Hacienda San Cristóbal, Hacienda San Luis, Pueblo Nuevo. |
| La Mesa de Colón     | Las Mesas de Colón, Caldera, El Alto de la Palma, El Boquerón, Hacienda de Colón, Hacienda La Laguna, La Pita (Quesera), La Polvosa, La Puerta, Las Mesas, Las Tapias, Los Dolores, Los Lacumes, Llano de la Parada, Llano de las Pozas, Montecristo. |
| Los Encuentros       | Los Encuentros, El Apante, El Chorro de San Juan, El Majastre, El Zapote, Hacienda El Saucito, Hacienda San Manuel, Hacienda Solimar, La Florida, Las Pilas, Las Piñuelas, Winto. |
| Los Maicillales      | Los Maicillales, El Anonal, El Carrizal, El Cordoncillo, El Chilindrín, El Frijolillo, El Horno, El Limón, El Matasano, Hacienda Las Trojas, Hacienda Miravalles, La Cueva del Tigre, La Mina, La Mona, La Zompopera, Las Cañas, Las Delicias, Las Trementinas, Los Amates, Los Hoyos, Los Jobos, Los Monteros, Los Planes, Paraje de Aves, Piedras Gordas, Portilla Grande, San Martín. |
| Oyoto                | Oyoto, Cruz de Padilla, EL Jocote, El Macuelizo, El Pastoreo, El Rodeo, Hacienda El Lagarto, Hacienda La América, Hacienda Nueva Esperanza, La Cuya, La Fila, La Sabana de los Negros, San Isidro o Hacienda La Caña, El Jícaro. |
| San Diego            | San Diego, Agua Zarca, El Penca, El Quiquiste, Hacienda Corrales, Hacienda El Palmar, Hacienda Pitahaya, La Fraternidad o El Espino, La Pita, Las Cañas. |
| San Francisco        | San Francisco, Barranquilla, El Aguacate, El Calabozo, El Caracol, El Chagüitón, El Chinchayote, El Escudo, El Guajiniquil, El Gualiqueme, El Jícaro, El Lajero N.º 1, El Lajero N.º 2, El Llano, El Moray, El Rincón, El Siguapate, El Soclin, El Terrero, Guayabo Mato o Sagrado Corazón, Hacienda San Antonio, San Francisco, Jícaro Largo, La Palma, La Primavera, La Puerta, La Rinconada, Las Clemencias, Las Culias, Las Nubes, Las Queseras, Los Horcones, Pueblo Nuevo, Sabana Larga, San Ramón, Santa Elena, Tierras Morenas. |
| San Juan de Duyusupo | San Juan de Duyusupo, Agua Fría, El Jicarito, El Jocote, El Mal Paso, El Pedernal, El Rodeito, La Laguna, Las Moras, Los Anises, Los Chagüites, Los Planes, San Luis. |
| Santa Rita           | Santa Rita, Hacienda La Pita, Hacienda Santa Rita, La Cueva del Tigre, La Laguna del Isnaya, La Montaña, La Chachaguas, Loma de Enmedio, Ojo de Agua, Quebrada del Horno, Terrero Hondo, Zarais. |

## Clima
Situada en una zona montañosa, en la sierra de Dipilto, la ciudad goza de un clima agradable durante todo el año. Las temperaturas raramente sobrepasan los 35 °C en el centro de la ciudad.
El clima de San Marcos es tropical en los valles de tierras bajas y templado a partir de 800 m s. n. m. En el centro de la ciudad, la temperatura media anual es de 22 °C. La precipitación media anual es de 1080 mm, con cerca de 90 días de lluvia.
En términos generales, hace dos temporadas en San Marcos: invierno (mayo a octubre) y verano: noviembre a abril. De mayo a octubre, los vientos monzones soplan desde el Golfo de Fonseca hacia el continente, trayendo lluvias frecuentes, especialmente en mayo, septiembre y octubre. El mes de julio se caracteriza por el "veranillo", durante el cual llueve unos 128 mm, es decir el 12% de la precipitación anual. Con el fenómeno de El Niño y La Niña, la cantidad de lluvia es incierta de un año a otro.
Los meses de noviembre, diciembre y enero son los más templados del año. Las lluvias son escasas. Los meses de marzo y abril son secos y son los más calurosos del año.

## Fauna y flora

### Fauna
La acción del hombre, la caza y la destrucción del medio ambiente tienen graves consecuencias para algunas especies animales que viven en el territorio de San Marcos. La guara roja, el jaguar, el puma y el coyote, que estaban animales bastante comunes, rara vez se ven ahora. 
La fauna de San Marcos es característica de una selva subtropical. Incluye todo tipo de mariposas, sapos, ranas, ruiseñores, colibríes, ardillas, conejos y muchos reptiles de montaña por ejemplo la serpiente Boa arborícola y muchas más.

### Flora
Como en muchas otras partes de Honduras y Nicaragua, la deforestación en el territorio de San Marcos de Colón ha sido desproporcionada en las últimas décadas. Hoy en día existe un plan para la protección de los bosques, especialmente en el área protegida «La Botija». Todavía se encuentran en esta zona muchos bosques de pinos. En una altitud que llega hasta 1700 m s. n. m. se encuentran bosques nublados.
Unos robledales crecen en la montaña de Villaguaire o Mancha de Robles. Este asentamiento es considerado el mejor fenótipo de esta especie en Honduras y uno de los mejores en América Central.
El paste de montaña, comúnmente llamado «barba de viejo», es un tipo de tejido fibroso que crece en ciertos árboles, especialmente pinos y robles. Su abundancia en San Marcos indica que el aire en este lugar es poco contaminado. Los pastes se pueden observar en la carretera entre San Marcos y el municipio de Duyure.
La flor más particular creciendo en el territorio de San Marcos es «el cacho», una especie de orquídea de color amarillo huevo, cuya forma recuerda a un toro con cuernos grandes. Florece a principios del invierno (mayo). Su aroma exquisito y particular la distinguen de otras orquídeas similares en otras partes del país.

## Economía
La actividad económica se centra en la producción ganadera (ganado vacuno y lácteos) y agrícola (maíz y frijol) (maicillo en menor escala) (café), así como también la producción horticultora (tomate, chile dulce, cebolla, y chile jalapeño) de una nueva forma se está realizando el cultivo y Producción de Sandía. Su desarrollo se ha visto fortalecido por su posición geográfica próxima a la frontera, lo que ha convertido la localidad en activa zona comercial con Cámara de Comercio propia y feria de ganado.

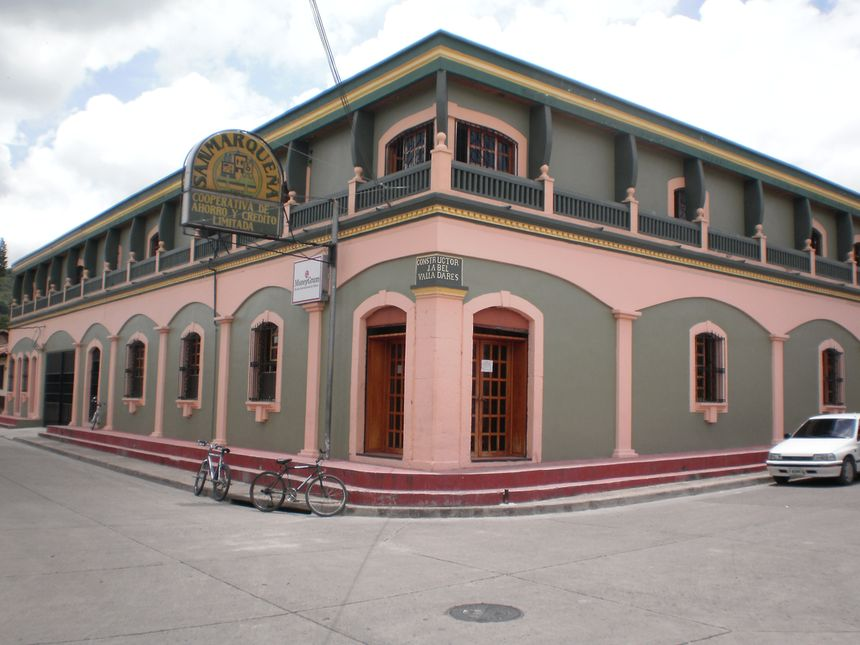
Oficina principal de la Cooperativa Sanmarqueña Limitada.

En el centro de la ciudad, hay 3 sucursales bancarias: Banco Atlántida, Banco de Occidente, Banco Azteca y una Cooperativa de Ahorro y Crédito, la Cooperativa Sanmarqueña Limitada. La economía de San Marcos es particularmente la ganadería, la agricultura (incluyendo café), y la horticultura chile dulce o morrón, cebolla, tomate, chile jalapeño y en gran auge se encuentra la producción de sandía y la industria del cuero y el aprovechamiento y transformación de madera que se vende en la ciudad, en las diferentes ferreterías de la ciudad de Choluteca y camaroneras de la zona costera de la zona sur.
La Cooperativa de Ahorro y Crédito Sanmarqueña Limitada tiene más de 32,000 miembros. Además de la oficina principal tiene sucursal en un pueblo cercano, Duyure, dos en la capital Tegucigalpa (Filial Kennedy, Filial City Mall), en el año 2011 se inauguró otra filial en Choluteca, una en la ciudad de Danlí, y la más reciente en Comayagua. El total de activos que actualmente maneja Cooperativa Sanmarqueña Ltda. son de 1,000 millones de lempiras, Además la cooperativa cuenta con el primer autoservicio de la ciudad de San Marcos de Colón.

### Agricultura
La productividad agrícola es baja en todo el territorio del municipio debido a la falta de tecnología y a las numerosas tierras cuya vocación natural no es la agricultura. Aunque en pequeña escala, existen dos tipos de agricultura:
- Agricultura de subsistencia: maíz, maicillo, sorgo y frijol rojo
- Agricultura comercial: café, ajo, cebolla, tomate, repollo y pimientos

La Cooperativa Cafetalera Sanmarqueña Limitada (COCASAM) cuenta con 91 productores propietarios de 69 plantaciones, produciendo un promedio total de 3500 quintales de granos por año. 91,5% de su producción está certificada como orgánica. El café de San Marcos es reconocido por ser entre los de mejor calidad en Honduras y puede competir internacionalmente.
La cultura del maíz permite la elaboración de numerosas recetas derivadas de este producto. Encontramos entre otros rosquillas, el atol de elote (sémola de maíz), torta de maíz y tortillas de maíz.

### Industria del cuero
La industria del cuero en San Marcos es reconocida a nivel nacional, espacialmente por sus botas vaqueras, cinturones, arnés, sombreros y otros artículos relacionados con el tratamiento del cuero entre los pioneros del tratamiento de fabricación de artículos de cuero tenemos al sr Arturo Fiallos, reconocido a nivel nacional por sus excelentes trabajos.

## Infraestructura
En las principales zonas urbanas de San Marcos, Comalí y San Francisco, la mayoría de las casa están construidas de ladrillo y cemento, techadas con tejas de barro cocido o láminas de asbesto. En las zonas rurales, la mayor parte de las viviendas son de adobe y bahareque. 
Instituciones Gubernamentales con presencia en el municipio de San Marcos de Colón y sus principales propósitos:
| Institución                                                                           | Principales propósitos |
| Secretaría de Salud con cobertura municipal a través de los CESAMO y los CESAR.       | Promover la prevención de enfermedades en la población; Dar atención primaria a la población cuando presenta algún caso de morbilidad; Brindar atención con prioridad a grupos vulnerables, como las embarazadas y niños menores de 5 años. |
| Secretaría de Educación: con cobertura municipal, a través de los Centros Educativos. | Cumplir con las metas EFA y las políticas de país; Incrementar la cobertura del sistema educativo hacia todos los niños en edad escolar; Brindar una educación de calidad, trabajando con el Currículo Nacional Básico. |
| Alcaldía Municipal: con cobertura municipal.                                          | Servicio a la población del municipio y propiciar el desarrollo comunitario. |
| Juzgado; cobertura municipal.                                                         | Impartir justicia de forma transparente y justa rápida segura y eficaz. |
| Policía Preventiva: cobertura municipal.                                              | Velar por la Seguridad de los ciudadanos; Servir y proteger a la ciudadanía; Cumplir y hacer cumplir la constitución y sus leyes. |
| Registro nacional de las personas: cobertura municipal.                               | Registrar cronológicamente todos los actos y hechos demográficos y civiles (nacimientos, muertes, matrimonios, divorcios, naturalizaciones), que ocurran en el municipio; Documentar a todos los ciudadanos que cumplen los 18 años, tramitándole su cédula de identidad; Recopilar información para reportarla a nivel central y mantener una estadística actualizada de la población del municipio. |
| HONDUTEL                                                                              | Mejorar las tarifas de telefonía para la población del municipio; Brindar servicios de telefonía fija en residencial de la forma más oportuna; Ampliación de la red de telefonía en el municipio, instalación de identificadores de llamadas, telefonía inalámbrica fija, a futuro servicios de internet y telefonía móvil.                                                                           |
| HONDUCOR                                                                              | Brindar servicios de encomienda paquetería cartas; Trámites administrativos para recibo envió de encomiendas; Reportar a la sede regional de Honducor las necesidades de la población. |
| INFOP                                                                                 | Brindar servicios de encomienda paquetería cartas; Trámites administrativos para recibo envió de encomiendas; Reportar a la sede regional de Honducor las necesidades de la población. |
| ICF                                                                                   | Brindar servicios de encomienda paquetería cartas; Trámites administrativos para recibo envió de encomiendas; Reportar a la sede regional de Honducor las necesidades de la población. |
| ENEE                                                                                  | Dar un servicio de energía eléctrica de calidad y eficiencia a sus clientes; Extensión del servicio de energía eléctrica para futuros clientes; Institución de función social no de lucro. |
| SANAA                                                                                 | Mantener un buen servicio de agua potable; Servir al pueblo con el prestigioso líquido vital agua. |

Puedes encontrar gran variedad de negocios de uso personal y educativo como variedades Lempira que ofrece útiles escolares, frente al Instituto Lempira.

## Turismo

### Lugares de interés
El parque situado cerca del Fuerte Pérez es el principal lugar de atracción de la ciudad. Una gran muralla de piedra rodea la cresta del cerro. Desde este promontorio se puede observar las características urbanas, con sus edificios bajos, techos de teja de terracota y pinos añosos. Cuando la visibilidad es buena se pueden ver a los lejos algunos volcanes en la República de Nicaragua.
El edificio de la Francia tiene un gran valor histórico. Hecha frente al Parque Cabañas y a la iglesia. Esta antigua casa del siglo XIX pertenecía a una familia francesa y era un lugar importante para el comercio del café. Sus elementos de valor turístico son la galería que se extiende a lo largo de la calle y las construcciones originales de la galería sobre el patio interior.
El Parque Cabañas es el lugar de referencia por excelencia de la ciudad. Sus altos muros, las especies exóticas de árboles y su limpieza lo diferencian de la mayoría de los parques en el país. Se enfrenta a la iglesia principal, vistoso además porque se puede observar libremente en todo el parque iguanas en sus diferentes colores y tamaños lo que hace aún más atractivo dicho lugar el cual fue declarado como Maravilla Municipal.

## Educación
La tasa de alfabetización se calcula en un 80% que es considerablemente superior a la media nacional. Hay 55 escuelas primarias en el municipio con 4100 estudiantes. El 55% son niñas y el 45% son varones. Existen 3 escuelas secundarias (colegios):
- Público: Instituto Lempira (1150 alumnos, los grados 7 a 11)
- Bautista protestantes privado: Buen Samaritano (490 alumnos, los grados 7 a 11)
- Católico privado: Santa Teresita (120 alumnos, los grados 7 a 10)

## Festividades

#### La Santaneada
Cada año, durante la última semana de julio tiene lugar la Santaneada, comúnmente llamada la feria de San Marcos. Es una feria tradicional, originalmente en honor a Santa Ana, patrona de la ciudad, cuya fiesta se celebra el 26 de julio en la Iglesia católica. La feria de San Marcos es conocida por sus desfiles de toros, caballos y vehículos motorizados, por sus interpretaciones de música tradicional, por su comida típica, por sus juegos mecánicos y juegos de arcade, así como por la afluencia significativa de turistas hondureños y del extranjero. 

#### Semana Santa
Las celebraciones de la parroquia del Domingo de Ramos, Viernes Santo y Domingo de Pascua tiene proporciones significativas en la ciudad, entre otras por las procesiones y por los cuadros vivos evocando con actores los principales momentos de la pasión de Jesús.

#### La Fiesta de San Marcos Evangelista
El 25 de abril se celebra la festividad de San Marcos Evangelista, quien dio su nombre a la ciudad. Se organizan tres días de feria durante los cuales, además de las festividades religiosas, se ponen en evidencia las atracciones de la ciudad a través del arte y la cultura. Se puede disfrutar de la artesanía, la comida y las bebidas típicas. 

#### La Purísima
El 8 de diciembre, fiesta de la Inmaculada Concepción de María, los residentes se reúnen en algunas casas para orar y para degustar las golosinas típicas como «ayote en miel», «confites golpeados» y «pan de rosa». También hay quema de pólvora.

## Hermanamiento
- Parroquia de Cabo Rojo